# New Small Family

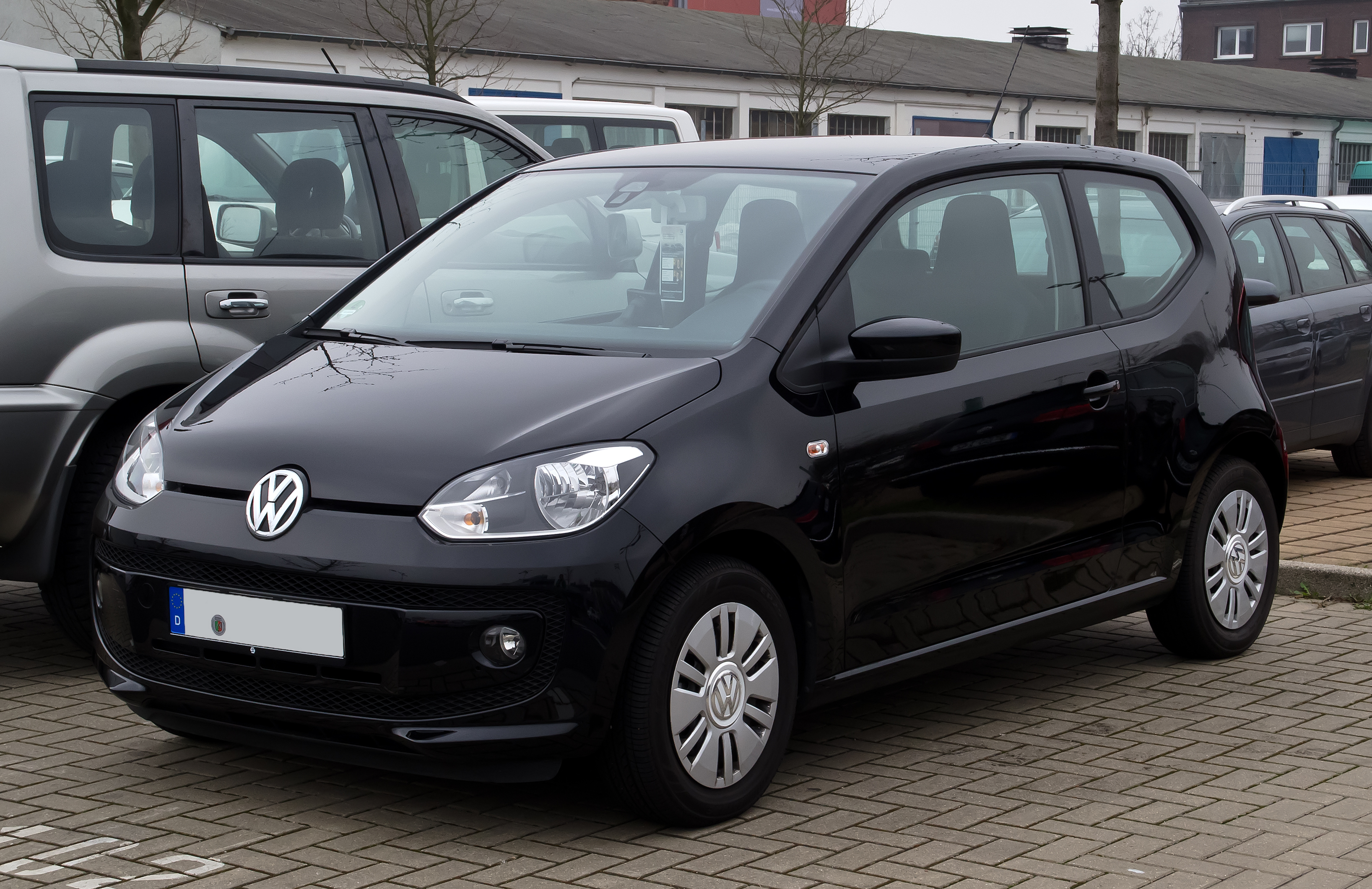
Vista frontal de un VW high up! 1.0, 2012, Düsseldorf.

"New Small Family" (NSF) es el nombre de una plataforma de automóvil para microcoches desarrollada por el Grupo Volkswagen, sobre la cual se basan los modelos Volkswagen up!, SEAT Mii, y Škoda Citigo. El consorcio de Wolfsburgo planea producir sobre esta plataforma entre 2011 y 2020 en diferentes plantas de producción bajo su dirección, tales como la de Bratislava en Eslovaquia, la de São José dos Pinhais en Brasil, la de Kaluga en Rusia, y la de Pune en la India.[cita requerida]

## Características
La motorización de los vehículos basados en NSF es de tres cilindros, con un motor transversal y acomodado al frente. Las primeras versiones que se ofrecen en el mercado han sido la de tres puertas, aunque casi inmediatamente se han comenzado a ofrecer una variante con cinco puertas, todas ellas de corte hatchback. Los modelos derivados que se presentarán posteriormente compartirán la misma mecánica. El grupo VW planea construir al menos 4,5 millones de coches basados en esta plataforma.